# Patrick Formica
Pour les articles homonymes, voir Formica (homonymie).
Patrick Formica, né le 18 janvier 1959 à Villerupt, est un footballeur français qui évoluait au poste d'attaquant. Il a joué pour le Football Club de Metz entre 1976 et 1980. Avant Metz, il évoluait à Audun-le-Tiche .

## Carrière
- 1976-1977 : Football Club de Metz : 1 match 0 but
- 1977-1978 : Football Club de Metz : 0 match 0 but
- 1978-1979 : Football Club de Metz : 5 matchs 3 buts
- 1979-1980 : Football Club de Metz : 9 matchs 3 buts  [2]